# Трисульфатогафниевая кислота
Трисульфатогафниевая кислота — неорганическое вещество, комплексное соединение металла гафния с формулой H2[Hf(SO4)3]. При нормальных условиях представляет собой белые кристаллы, хорошо растворимые в воде. Известен кристаллогидрат состава H2[Hf(SO4)3]·3H2O

## Получение
- Реакция галогенидов HfHal4 c концентрированной серной кислотой:

{\displaystyle {\mathsf {HfBr_{4}+3H_{2}SO_{4}\ {\xrightarrow {}}\ H_{2}[Hf(SO_{4})_{3}]+4HBr}}}
- Сплавление хлорида гафния(IV) с гидросульфатом калия:

{\displaystyle {\mathsf {HfCl_{4}+3KHSO_{4}\ {\xrightarrow {t}}\ H_{2}[Hf(SO_{4})_{3}]+HCl+3KCl}}}
- Взаимодействие сульфата гафния(IV) с разбавленной серной кислотой:

{\displaystyle {\mathsf {Hf(SO_{4})_{2}+H_{2}SO_{4}+3H_{2}O\ {\xrightarrow {}}\ H_{2}[Hf(SO_{4})_{3}]\cdot 3H_{2}O}}}

## Физические свойства
Трисульфатогафниевая кислота образует белое вещество, растворяется в воде.

## Химические свойства
Образует соли — трисульфатогафнаты. Их получают реакциями солей гафния(IV) c серной кислотой и сульфатами щелочных металлов.